# Premis Ondas 1980
Els Premis Ondas 1980 van ser la vint-i-setena edició dels Premis Ondas, atorgats el 1980 per un jurat presidit per Antonio Garrigues y Díaz-Cañabate. En aquesta edició es diferencien les categories: Premis Nacionals de ràdio, nacionals de televisió, internacionals de ràdio i televisió, hispanoamericans i especials.

## Nacionals de ràdio
- Caravana de amigos de RNE
- Fernando Argenta per Clásicos populares de RNE
- Joaquín Tagar RNE
- Gran gala, Radio Peninsular Barcelona
- Vicente Marco, director del programa Carrusel deportivo de la cadena SER
- José Luis Bengoa, Realizador de Antena Norte, Radio Bilbao de la cadena SER
- Radio week-end, Radio Barcelona de la cadena SER
- Onda pesquera, Radio San Sebastián de la Cadena SER
- Manuel Sicart per Viento del norte de Radio Lugo
- María Teresa Campos Luque de Radio Juventud De Málaga, RCE

## Nacionals de televisió
- Doctor Caparrós, medicina general de TVE[2]
- Fortunata y Jacinta de TVE
- Conciertos de RTVE de TVE
- Más vale prevenir de TVE
- Tribuna de la historia de TVE

## Internacionals de ràdio
- The woman from Sarajevo. Ràdio Belgrad.
- The selfish giant. BBC
- Nuits magnetiques. France Culture
- Viaggio in decibel[Enllaç no actiu]. RAI

## Internacionals de televisió
- Josep Montes i Baquer, per Der Meteorit i Bachianas Brasileiras, WDR
- Salon Piękności, de Polònia[3]
- Der Deutsche Fruehling. ORF.
- Confession d'un fumeur TF1

## Hispanoamericans
- Quincas berro d'agua, Rede Globo
- Marianella Salazar Guirola, pel reportatge ¿Qué pasa Venezuela? de Venevisión.
- Julio César Luna, RRTV de Colòmbia
- Mariposas Monarcas, Televisa Canal 2 de México
- 60 minutos, Canal 7 Buenos Aires de Argentina

## Especials
- II Encuentro Mundial de la Comunicación, Televisa de Mèxic